# Рясово
Рясово — деревня в Куртамышском районе Курганской области России. В рамках организации местного самоуправления входит в муниципальное образование Куртамышский муниципальный округ (с 2005 до 2021 гг. — муниципальный район).

## География
Деревня находится в южной части области, в пределах юго-западной части Западно-Сибирской равнины, в лесостепной зоне, на восточном берегу озера Рясово, на расстоянии примерно 30 километров (по прямой) к юго-востоку от города Куртамыша, административного центра района. Абсолютная высота — 91 метр над уровнем моря.

### Климат
Климат характеризуется как континентальный, с холодной продолжительной малоснежной зимой и тёплым сухим летом. Среднегодовая температура — −1 °C. Средняя температура воздуха самого холодного месяца (января) составляет −17,7 °C (абсолютный минимум — −49 °С); самого тёплого месяца (июля) — 19 °C (абсолютный максимум — 41 °С). Безморозный период длится 113 дней. Годовое количество атмосферных осадков — 344 мм, из которых 190—230 мм выпадает в вегетационный период. Продолжительность периода с устойчивым снежным покровом равна 161 дню.

### Часовой пояс
Деревня Рясово, как и вся Курганская область, находится в часовой зоне МСК+2. Смещение применяемого времени относительно UTC составляет +5:00.

## История
До 24 мая 2021 года, согласно Закону Курганской области от 12 мая 2021 года № 48, входил в состав Советского сельсовета, упразднённый в связи с преобразованием муниципального района в муниципальный округ.

## Население
| 1989 | 2002 | 2010 |
| ---- | ---- | ---- |
| 215  | ↘49  | ↘6   |

### Гендерный состав
По данным Всероссийской переписи населения 2010 года в гендерной структуре населения мужчины составляли 66,7 %, женщины — соответственно 33,3 %.

### Национальный состав
Согласно результатам Всероссийской переписи населения 2002 года, в национальной структуре населения русские составляли 55 %, казахи — 45 %.

## Инфраструктура
Личное подсобное хозяйство.
Обелиск воинам, павшим в годы Великой Отечественной войны.

## Транспорт
Деревня доступна автотранспортом.